# Bojan Križaj
Bojan Križaj (Kranj, Slovenija, 3. siječnja 1957.), slovenski skijaš,  bivši jugoslavenski reprezentativac u alpskom skijanju.
Bio je jedan od najboljih skijaša u tehničkim disciplinama u 1980-im godinama. Ostvario je 8 pobjeda u Svjetskom kupu, sve u slalomu. 
Rođen je u poznatoj skijaškoj obitelji. S tri godine naučio je skijati. Svoje prve bodove u Svjetskom kupu osvojio je 1976. godine. Na svoje prvo postolje u karijeri popeo se u sezoni 1977./1978. Prvu pobjedu u karijeri ostvario je u Wengenu 20. siječnja 1980. godine. To je bilo prvi put u povijesti da je jedan skijaš tadašnje Jugoslavije osvojio prvo mjesto u nekoj utrci Svjetskog kupa. 
Jedinu medalju osvojio je u utrci slaloma na SP u Schladmingu 1982. kada je doskijao do srebra. Olimpijska medalja na Igrama u Lake Placidu 1980. izbjegla mu je za samo dvije stotinke. Skijašku karijeru je završio u ožujku 1988. godine.
Bojanov sin Andrej je reprezentativac Slovenije u alpskom skijanju.

## Pobjede u Svjetskom kupu
| Datum              | Skijalište           | Disciplina |
| ------------------ | -------------------- | ---------- |
| 20. siječnja 1980. | Wengen               | Slalom     |
| 25. siječnja 1981. | Wengen               | Slalom     |
| 20. ožujka 1982.   | Kranjska Gora        | Slalom     |
| 12. veljače 1983.  | Markstein            | Slalom     |
| 16. prosinca 1984. | Madonna di Campiglio | Slalom     |
| 21. ožujka 1986.   | Bromont              | Slalom     |
| 20. prosinca 1986. | Kranjska Gora        | Slalom     |
| 25. siječnja 1987. | Kitzbühel            | Slalom     |